# Cung điện Hoàng gia Amsterdam
Cung điện Hoàng gia Amsterdam nằm ở Hà Lan. Cung điện là một lâu đài hoành tráng, có một bức tượng người-chim ở bên ngoài chỗ cửa vào, hình dáng khổng lồ với kích thước là 29 tấn. Cung điện rất nguy nga, được mệnh danh là một trong số các kỳ quan thứ tám của thế giới. Cung điện được xây dựng vào năm 1913.
Bản mẫu:Geolinks-buildingscale
Bản mẫu:Royal Palaces Netherlands